# Centeterus quadriceps
Centeterus quadriceps är en stekelart som först beskrevs av Cresson 1867.  Centeterus quadriceps ingår i släktet Centeterus och familjen brokparasitsteklar. Inga underarter finns listade.